# Costa Barcelona
Costa Barcelona est le nom touristique d’un territoire qui comprend les régions de Maresme, Baix Llobregat, Garraf, Alt Penedès, Vallès Occidental et Vallès Oriental. 
Avec Paisatges Barcelona et Pirineus Barcelona, Costa Barcelona compose la région de Barcelona. Costa Barcelona est une région établie par l'Agence catalane du Tourisme qui a donné naissance à d’autres régions comme Costa Brava, Costa Daurada, Barcelone, Terres de l'Èbre, Terres de Lleida et Val d'Aran.
Les capitales des six régions de Costa Barcelona sont Mataró (Maresme), Sant Feliu de Llobregat (Baix Llobregat), Vilanova i la Geltru (Garraf), Vilafranca del Penedès (Alt Penedès), Terrassa et Sabadell (Vallès Occidental) et Granollers (Vallès Oriental). Costa Barcelone a un total de 159 municipalités, avec 2 740 593 habitants et une superficie de 309 564 kilomètres carrés. Les six régions font partie de la province de Barcelone et sont situés près de la mer ou sur la côte.

## Activités
Avec un littoral de 100 km, Costa Barcelona s’étend de Malgrat de Mar à Vilanova i la Geltru dans le sud. Costa Barcelona combine les plages, la culture et la nature. Dans des endroits tels que Sitges, Mataro et Sant Joan Despi, on retrouve des traces du modernisme. L'industrie du bien-être est bien représentée dans les villes comme Caldes de Estrac, Caldes de Montbui et Garriga. Arenys de Mar est un important port de pêche, tandis que Sant Pol de Mar est historiquement très importante. Des villes comme Calella, Pineda de Mar, Santa Susanna et Malgrat de Mar sont très appréciées par les touristes aimant la plage et par les amateurs de sports nautiques. 
Près de la mer, dans la comarque de Garraf, on trouve les stations balnéaires Sitges et Vilanova i la Geltru. Sitges est connue pour son côté historique, son architecture moderne, ses plages et ses musées comme le Cau Ferrat et le Musée Maricel. Vilanova i la Geltru est située à 45 kilomètres au sud de la ville de Barcelone et est la capitale de la comarque de Garraf. Ce site traditionnel vit de la pêche et est le principal port de pêche dans la région. Juste derrière la côte, un peu plus à l’intérieur du pays, se situe Vilafranca del Penedes. Avec plus de 70 établissements vinicoles, Penedès est l'une des plus célèbres régions viticoles d’Espagne. Dans la même région se situe également la capitale du cava: Sant Sadurni d'Anoia. À 25 km à l'est de Penedès se trouve la comarque de Baix Llobregat, connue pour La Colonia Güell. Dans ce quartier ouvrier restauré, on trouve la crypte de la colonie Güell de Gaudi. Gaudí construit la crypte au nom de son ami Güell et mit en commun toutes ses innovations architecturales.
Sant Cugat del Vallès est une petite ville moderne située à 5,5 kilomètres de la ville de Barcelone. Le centre historique est l'un des plus intéressants de Catalogne. De nombreux monuments historiques qui s’y trouvent datent de l'époque romaine. On y retrouve également plusieurs bâtiments modernistes, la version catalane de l'Art nouveau, comme le Mercat de San Pere et le Celler Cooperatiu. Le Circuit de Barcelona-Catalunya, situé dans la région de Vallès Oriental, accueille le Grand Prix de Formule 1 d’Espagne.
Costa Barcelona dispose de 16 parcs naturels régionaux dont un reconnu Réserve de la biosphère par l'UNESCO, le parc naturel du Montseny. D'autres parcs naturels sont Parque Natural de Sant Llorenc del Munt, el Obac, Parque del Montnegre y Corredor, Parque de la Cordillera Litoral, Parque de la Cordillera de Marina, Parque del Garraf et Parque Agrario del Baix Llobregat.
Grâce aux caractéristiques climatiques de la région de Barcelone, cette partie de l'Espagne dispose de cinq régions officielles du vin et du cava. Trois des 12 appellations d’origine catalanes viennent d'ici: Penedès, Alella et Cava. 

## Évènements
Les festivals connus dans la région sont le Carnaval de Vilanova i la Geltru et Sitges, El Corpus à La Garriga ou Fiestas Mayores à Vilafranca del Penedès, Granollers et Mataró. Les festivals culturels sont: Festival International de Jazz de Terrassa et l’Opéra de Sabadell. Des initiatives comme Vijazz, el Cavatast, la fête de la Vendimia de Alella, la route Xato et El Calamarenys sont nées pour familiariser les visiteurs avec des produits du terroir et la gastronomie.